# Камчатский филиал Тихоокеанского института географии ДВО РАН
Камчатский филиал Тихоокеанского института географии Дальневосточного отделения Российской академии наук (сокр. КФ ТИГ ДВО РАН, быв. КИЭП ДВО РАН) — научно-исследовательский институт при Дальневосточном отделении Российской академии наук, организованный в 1991 году. Одно из ведущих научных учреждений Северо-Востока России и институтов экологического профиля на Дальнем Востоке России. Расположен в Петропавловске-Камчатском.
В 1991—2002 годах учреждение функционировало как самостоятельный Камчатский институт экологии и природопользования ДВО РАН. С 2002 года институт вошел как филиал в состав Тихоокеанского института географии ДВО РАН, расположенного во Владивостоке.

## История

### Предпосылки создания института
В 1981 году в Петропавловске-Камчатском был создан Камчатский отдел Института биологии моря ДВНЦ АН СССР. В феврале 1986 года на базе Камчатского отдела Института биологии моря  и нескольких местных подразделений Тихоокеанского института биоорганической химии и Института экономических исследований ДВО АН СССР был организован Камчатский отдел природопользования Тихоокеанского института географии ДВО АН СССР. В 1990 году подразделение практически прекратило работать.

### Формирование и развитие института
В 1991 году на основе ресурсов Камчатского отдела природопользования ТИГ ДВО АН СССР и Камчатского отдела Всероссийского научно-исследовательского института охотничьего хозяйства и звероводства им. Б.М. Житкова в Камчатской области был создан новый научный институт — Камчатский институт экологии и природопользования ДВО РАН. Новый институт включал 7 лабораторий и 42 научных сотрудника.
С 2000 года институтом ежегодно проводится международная научная конференция "Сохранение биоразнообразия Камчатки и прилегающих морей". С этого же года в институте учреждено периодическое научное издание "Труды КИЭП ДВО РАН" (с 2002 г. — "Труды КФ ТИГ ДВО РАН").
В мае 2002 года к КИЭП ДВО РАН прикреплен к Тихоокеанскому институту географии ДВО РАН. С этого момента институт преобразован в Камчатский филиал ТИГ ДВО РАН.
Сотрудниками института реализуется Программа изучения морских млекопитающих Дальнего Востока России и Дальневосточный проект по косатке.
Камчатский филиал ТИГ ДВО РАН входит в состав Камчатского научного центра ДВО РАН.
Совместно с Камчатским краевым отделением Русского географического общества и Институтом вулканологии и сейсмологии ДВО РАН институт поддерживает издание старейшего журнала "Вопросы географии Камчатки" (издается с 1963 года).

### Научные направления
Основные научные направления исследований института:
- изучение структурно-функциональной организации, динамики продуктивности наземных и водных экосистем;
- разработка научных основ рационального природопользования в северо-западной части Тихоокеанского региона;
- разработка методов эколого-экономической оценки антропогенной деятельности, с учетом экстремальных природных воздействий на экосистемы.

## Научные подразделения
- Лаборатория гидробиологии
- Лаборатория орнитологии
- Лаборатория экологии высших позвоночных
- Лаборатория экологии растений
- Лаборатория эколого-экономических исследований
- Биологическая станция в пос. Эссо
- Биологическая станция в Соболевском районе

## Сотрудники института
Всего в институте работает более 60 сотрудников.

### Директора института
- 1-й директор (1991—2007) — Р. С. Моисеев, кандидат экономических наук
- 2-й директор (2007—2021) — А. М. Токранов, доктор биологических наук
- Врио директора (с 2021) — С. Г. Коростелев, доктор биологических наук